# Сан-Хорхе (Санта-Фе)
Сан-Хорхе (исп. San Jorge) — город и муниципалитет в департаменте Сан-Мартин провинции Санта-Фе (Аргентина).

## История
В 1886 году власти провинции приняли решение о создании здесь, на земле, принадлежащей Хорхе и Эмилио Ортисам, населённого пункта, куда стали прибывать иммигранты из Италии. В 1888 году сюда пришла железная дорога. Строительство промышленных предприятий привлекло большое количество иммигрантов, и в 1961 году Сан-Хорхе получил статус города.